# Corian
El corian és un material sintètic comercialitzat per la casa DuPont des de 1967, compost per 1/3 de resina acrílica i 2/3 de càrrega mineral que al principi era de carbonat de calci i des de 1970 és d'hidròxid d'alumini [Al(OH)₃]. És un material resistent i termoformable, solid surface, que es fabrica tant en planxes com, des de 1974, en objectes preformats.
Entre altres avantatges, el corian és dur i resistent a l'abrasió mecànica, a diferència d'altres materials sintètics, no es degrada amb la radiació ultraviolada solar, no és porós i, per tant, és força impenetrable per les taques i pels gèrmens, cosa que el fa especialment útil per a les sales d'operacions; la seva combustió no genera gasos tòxics. Aquestes propietats fan aquest material especialment apte per a banys, cuines, façanes i hospitals.
Com inconvenients, la baixa duresa, comparable a la d'una fusta dura, que el fa susceptible a les ratllades; el preu, un xic més alt que el d'altres materials sintètics, i finalment el fet de ser força sensible als atacs químics de substàncies com l'acetona.
Es troba al mercat en planxes 249x93cm amb un gruix de 4mm; 249x76/93cm amb un gruix de 6mm; 365,8x76/93cm amb un gruix de 13mm; 365,8x76cm amb un gruix de 19mm.